# A Pedagógerek epizódjainak listája
Ez a cikk a Pedagógerek című sorozat epizódjait listázza.

## Évados áttekintés
| Évad | Évad | Epizódok | Eredeti sugárzás | Eredeti sugárzás  | Eredeti adó | Magyar sugárzás     | Magyar sugárzás      | Magyar adó     |
| Évad | Évad | Epizódok | Évadpremier      | Évadfinálé        | Eredeti adó | Évadpremier         | Évadfinálé           | Magyar adó     |
| ---- | ---- | -------- | ---------------- | ----------------- | ----------- | ------------------- | -------------------- | -------------- |
|      | 1    | 10       | 2016. január 13. | 2016. március 16. | TV Land     | 2018. szeptember 2. | 2018. szeptember 30. | Comedy Central |
|      | 2    | 20       | 2017. január 17. | 2018. január 16.  | TV Land     | 2024. március 11.   | 2024. április 16.    | Comedy Central |
|      | 3    | 20       | 2018. június 5.  | 2019. március 19. | TV Land     | 2024. április 17.   | 2024. május 14.      | Comedy Central |

## Epizódok

### 1. évad (2016)
| Sor. | Év. | Cím                                  | Rendező     | Író                                   | Premier                                | Nézettség   |
| ---- | --- | ------------------------------------ | ----------- | ------------------------------------- | -------------------------------------- | ----------- |
| 1.   | 1.  | Kis zsarnokok (Pilot)                | Richie Keen | The Katydids                          | 2016. január 13. 2018. szeptember 2.   | 0,85 millió |
| 2.   | 2.  | Az iskolai fotózás (Picture Day)     | Payman Benz | Kate Lambert és Caitlin Barlow        | 2016. január 20. 2018. szeptember 2.   | 0,39 millió |
| 3.   | 3.  | A szökevény (Duct Duct Goose)        | Payman Benz | Cate Freedman és Katy Colloton        | 2016. január 27. 2018. szeptember 9.   | 0,99 millió |
| 4.   | 4.  | Vad vágyak (Hall of Shame)           | Payman Benz | Katy Colloton és Kate Lambert         | 2016. február 3. 2018. szeptember 9.   | 0,46 millió |
| 5.   | 5.  | Jacob (Jacob)                        | Payman Benz | Kate Lambert és Kathryn Renée Thomas  | 2016. február 10. 2018. szeptember 16. | 0,45 millió |
| 6.   | 6.  | Egy csók és más semmi (Drunk Kiss)   | Payman Benz | Katy Colloton és Katie O’Brien        | 2016. február 17. 2018. szeptember 16. | 0,38 millió |
| 7.   | 7.  | Csípős csiripelők (Bad Tweeter)      | Payman Benz | Katie O'Brien és Kathryn Renée Thomas | 2016. február 24. 2018. szeptember 23. | 0,43 millió |
| 8.   | 8.  | Feszélyezett felvilágosítás (Sex Ed) | Payman Benz | Caitlin Barlow és Katie O'Brien       | 2016. március 2. 2018. szeptember 23.  | 0,43 millió |
| 9.   | 9.  | A domina (Hot Lunch)                 | Payman Benz | Kathryn Renée Thomas és Cate Freedman | 2016. március 9. 2018. szeptember 30.  | 0,34 millió |
| 10.  | 10. | Az utolsó nap (The Last Day)         | Payman Benz | Cate Freedman és Caitlin Barlow       | 2016. március 16. 2018. szeptember 30. | 0,34 millió |

### 2. évad (2017-2018)
| Sor. | Év. | Cím                                                       | Rendező           | Író                                   | Premier                              | Nézettség   |
| ---- | --- | --------------------------------------------------------- | ----------------- | ------------------------------------- | ------------------------------------ | ----------- |
| 11.  | 1.  | Az első nap (First Day Back)                              | Jay Karas         | Kate Lambert és Caitlin Barlow        | 2017. január 17. 2024. március 11.   | 0,61 millió |
| 12.  | 2.  | Idegen az idegeken (Stranger Danger)                      | Michael Blieden   | Katie O'Brien és Katy Colloton        | 2017. január 24. 2024. március 11.   | 0,53 millió |
| 13.  | 3.  | Suli, édes suli (School Sweet School)                     | Michael Blieden   | Jay Martel és Ian Roberts             | 2017. január 31. 2024. március 12.   | 0,64 millió |
| 14.  | 4.  | Visszafogva (Held Back)                                   | Rachel Goldenberg | Kate Lambert és Katie O'Brien         | 2017. február 7. 2024. március 12.   | 0,52 millió |
| 15.  | 5.  | A kampány (Snap Judgement)                                | Jay Karas         | Kathryn Renée Thomas és Katy Colloton | 2017. február 14. 2024. március 13.  | 0,50 millió |
| 16.  | 6.  | Túl a ribancságon (Brokebitch Mountain)                   | Michael Blieden   | Caitlin Barlow és Cate Freedman       | 2017. február 21. 2024. március 13.  | 0,48 millió |
| 17.  | 7.  | 31 és annyi (Thirty-One and Done)                         | Rachel Goldenberg | Alyssa Forleiter                      | 2017. február 28. 2024. március 14.  | 0,50 millió |
| 18.  | 8.  | Megfúrva (Getting Drilled)                                | Jay Karas         | Cate Freedman és Kathryn Renée Thomas | 2017. március 7. 2024. március 14.   | 0,48 millió |
| 19.  | 9.  | Biztonságban (In Security)                                | Michael Blieden   | Jill Cargerman                        | 2017. március 14. 2024. március 15.  | 0,54 millió |
| 20.  | 10. | Ebéd! A musical (Lunchtime! The Musical)                  | Jay Karas         | Katy Colloton és Kate Lambert         | 2017. március 21. 2024. március 15.  | 0,35 millió |
| 21.  | 11. | Lassú felfogás (Dosey Don't)                              | Jay Karas         | Katie O'Brien és Kathryn Renée Thomas | 2017. november 7. 2024. április 3.   | 0,47 millió |
| 22.  | 12. | Passzív pete-agresszív (Passive Eggressive)               | Jay Karas         | Caitlin Barlow és Kate Lambert        | 2017. november 14. 2024. április 4.  | 0,62 millió |
| 23.  | 13. | Súlyos helyzet (Dire Straights)                           | Todd Biermann     | Jay Martel és Ian Roberts             | 2017. november 21. 2024. április 6.  | 0,57 millió |
| 24.  | 14. | Rémálom a Fillmore utcában (Nightmare on Fillmore Street) | Todd Biermann     | Caitlin Barlow és Katy Colloton       | 2017. november 28. 2024. április 5.  | 0,56 millió |
| 25.  | 15. | Dögös randipartner (Hot Date)                             | Jay Karas         | Katy Colloton és Kate Lambert         | 2017. december 5. 2024. április 10.  | 0,65 millió |
| 26.  | 16. | Hadd menjen! (Let It Flow)                                | Jay Karas         | Katie O'Brien és Kathryn Renée Thomas | 2017. december 12. 2024. április 9.  | 0,46 millió |
| 27.  | 17. | Pótkerék (Third Wheel)                                    | Jay Karas         | Caitlin Barlow és Katie O'Brien       | 2017. december 19. 2024. április 11. | 0,52 millió |
| 28.  | 18. | Mérgező munkahely (Toxic Workplace)                       | Jay Karas         | Jay Martel                            | 2018. január 2. 2024. április 13.    | 0,44 millió |
| 29.  | 19. | Ne játssz a szívemmel (Don't Go Pranking My Heart)        | Jay Karas         | Alyssa Forleiter                      | 2018. január 9. 2024. április 12.    | 0,43 millió |
| 30.  | 20. | Szülési fájdalmak (Labor Pains)                           | Jay Karas         | Kate Lambert és Kathryn Renée Thomas  | 2018. január 16. 2024. április 16.   | 0,49 millió |

### 3. évad (2018-2019)
| Sor. | Év. | Cím                                                 | Rendező           | Író                                   | Premier                               | Nézettség   |
| ---- | --- | --------------------------------------------------- | ----------------- | ------------------------------------- | ------------------------------------- | ----------- |
| 31.  | 1.  | Szia, és ég veled! (Hello, Goodbye)                 | Peter Lauer       | Kate Lambert és Katie O'Brien         | 2018. június 5. 2024. április 17.     | 0,42 millió |
| 32.  | 2.  | Szelfi, vagy nem szelfi? (All by Myselfie)          | Peter Lauer       | Kathryn Renée Thomas és Katy Colloton | 2018. június 12. 2024. április 18.    | 0,39 millió |
| 33.  | 3.  | Fejtetvek és emberek (Of Lice and Men)              | Jay Karas         | Jamie Lee                             | 2018. június 19. 2024. április 19.    | 0,35 millió |
| 34.  | 4.  | A pocakom tabu! (Leggo My Preggo)                   | Jay Karas         | Eliot Glazer                          | 2018. június 26. 2024. április 20.    | 0,40 millió |
| 35.  | 5.  | Nemek arca (Gender Bender)                          | Tristram Shapeero | Kate Lambert és Kathryn Renée Thomas  | 2018. július 10. 2024. április 23.    | 0,30 millió |
| 36.  | 6.  | Éberség és Blake (Wake and Blake)                   | Todd Biermann     | Katie O'Brien és Katy Colloton        | 2018. július 17. 2024. április 24.    | 0,35 millió |
| 37.  | 7.  | Könyviszony (The Book Challenge)                    | Tristram Shapeero | Jamie Lee                             | 2018. július 24. 2024. április 25.    | 0,38 millió |
| 38.  | 8.  | Szegénységben, szegénységben (For Poorer or Poorer) | Jay Karas         | Eliot Glazer                          | 2018. július 31. 2024. április 26.    | 0,33 millió |
| 39.  | 9.  | Nicsak, ki kopog! (Step by Stepsister)              | Jay Karas         | Alyssa Forleiter                      | 2018. augusztus 7. 2024. április 27.  | 0,38 millió |
| 40.  | 10. | Dögös gyilkos apuka (Hot Deadly Dad)                | Todd Biermann     | Katie O'Brien és Kathryn Renée Thomas | 2018. augusztus 14. 2024. április 30. | 0,36 millió |
| 41.  | 11. | A medve nem játék (Thoughts and Bears)              | Todd Biermann     | Katy Colloton és Kathryn Renée Thomas | 2019. január 15. 2024. május 1.       | 0,49 millió |
| 42.  | 12. | Petesejt-hadművelet (Operation Egg Drop)            | Declan Lowney     | Katy Colloton és Kate Lambert         | 2019. január 22. 2024. május 4.       | 0,52 millió |
| 43.  | 13. | Szereptévesztés (Playing the Partum)                | Jay Karas         | Langan Kingsley                       | 2019. január 29. 2024. május 2.       | 0,51 millió |
| 44.  | 14. | Félreállítva (Sidelined)                            | Jay Karas         | Caitlin Barlow                        | 2019. február 5. 2024. május 3.       | 0,29 millió |
| 45.  | 15. | Ferde nézések (Face Your Peers)                     | Declan Lowney     | Alyssa Forleiter                      | 2019. február 12. 2024. május 7.      | 0,46 millió |
| 46.  | 16. | Kéjkapcsolat (Relationslut)                         | Eric Appel        | Kate Lambert és Katy Colloton         | 2019. február 19. 2024. május 8.      | 0,49 millió |
| 47.  | 17. | Köntösceremónia (The Final Robe)                    | Eric Appel        | Alyssa Forleiter                      | 2019. február 26. 2024. május 9.      | 0,44 millió |
| 48.  | 18. | Állvány és szerelem (The Tell-Tail Cart)            | Todd Biermann     | Alyssa Forleiter                      | 2019. március 5. 2024. május 10.      | 0,53 millió |
| 49.  | 19. | Pedagógus-leértékelés (Teacher Depreciation Week)   | Nancy Hower       | Aaron Marvis                          | 2019. március 12. 2024. május 11.     | 0,42 millió |
| 50.  | 20. | A boldog para (Wedded Miss)                         | Nancy Hower       | Caitlin Barlow és Kate Lambert        | 2019. március 19. 2024. május 14.     | 0,44 millió |